# Spichlerz w Tarnobrzegu

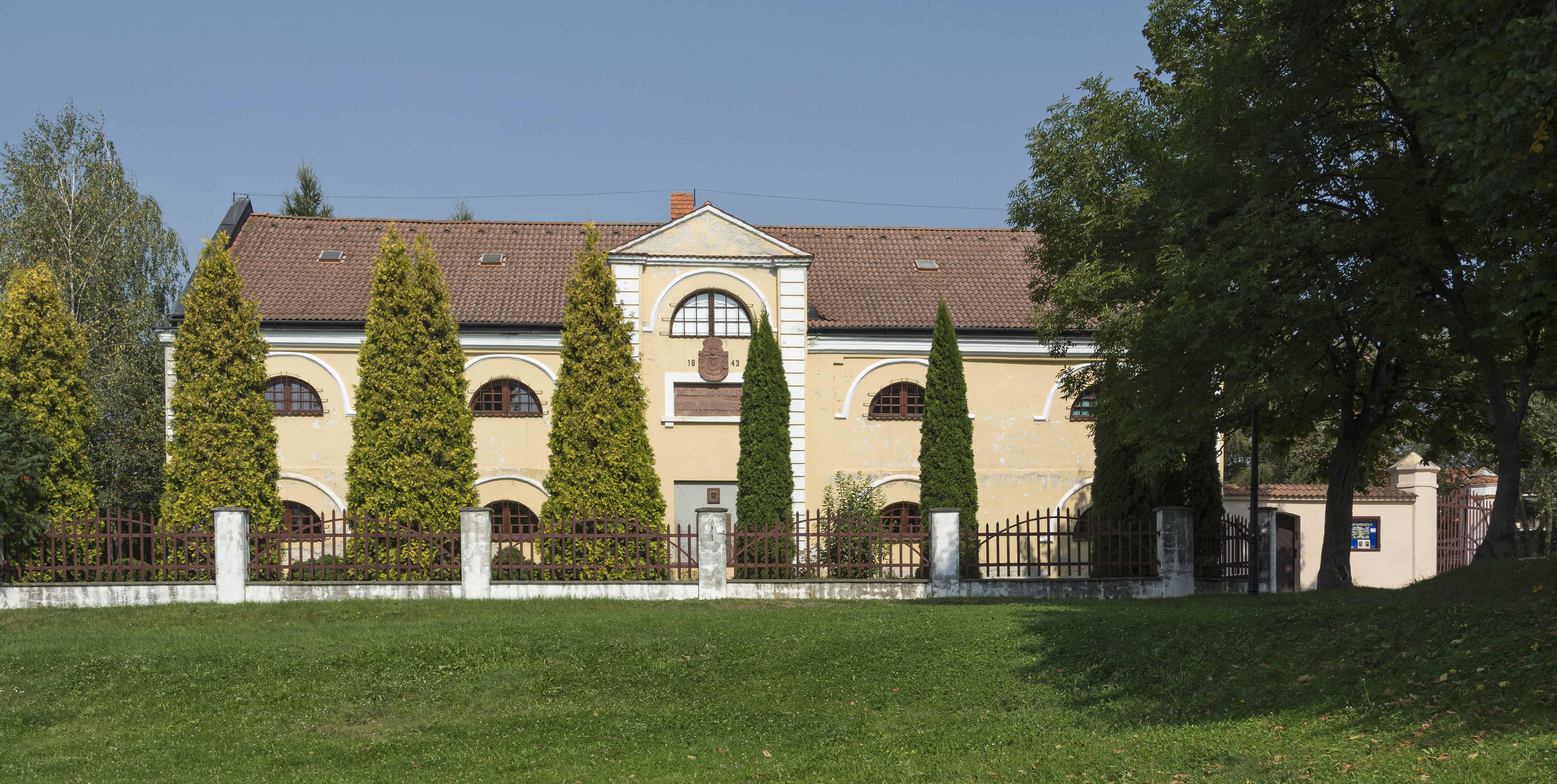
Widok od południa

Spichlerz w Tarnobrzegu – klasycystyczny budynek z połowy XIX wieku, siedziba Muzeum Polskiego Przemysłu Siarkowego. Wcześniej mieściła się w nim główna siedziba Muzeum Historycznego Miasta Tarnobrzega. Budynek znajduje się na Wymysłowie, w niedalekiej odległości od zamku Dzikowskiego.